# Ондржей Герзан
Ондржей Герзан (чеськ. Ondřej Herzán, нар. 3 березня 1981, Пардубиці) — чеський футболіст, що грав на позиції півзахисника. Виступав, зокрема, за клуб «Спарта» (Прага), а також молодіжну збірну Чехії. Чемпіон Чехії, володар Кубка Чехії.

## Клубна кар'єра
У професійному футболі Ондржей Герзан дебютував 2001 року виступами за команду «Яблонець», в якій грав до 2004 року, взявши участь у 82 матчах чемпіонату. У 2004 футболіст перейшов до клубу «Спарта» (Прага), в якій грав до 2006 року. Хоча в празькому клубі Герзан не став гравцем основного складу, проте став у складі «Спарти» чемпіоном Чехії та володарем Кубка Чехії.
У 2006 році Ондржей Герзан поїхав грати до Італії, де спочатку став гравцем клубу «Лечче», а в 2007—2008 роках чеський півзахисник грав у клубах «Верона» і «Спеція». У 2008 році футболіст повернувся на батьківщину до клубу «Кладно», проте в 2009 році знову грав у складі клубу «Спеція», а в 2011—2013 роках грав у складі нижчолігового італійського клубу «Портогруаро-Суммага». Завершив ігрову кар'єру Герзан на батьківщині в команді «Динамо» (Чеські Будейовиці), за яку виступав протягом 2014—2015 років.

## Виступи за збірні
У 1999 році Ондржей Герзан дебютував у складі юнацької збірної Чехії, загалом на юнацькому рівні взяв участь у 4 іграх.
Протягом 2002—2003 років Герзан залучався до складу молодіжної збірної Чехії. На молодіжному рівні зіграв у 4 офіційних матчах.

## Титули і досягнення
- Чемпіон Чехії (1):

«Спарта» (Прага): 2004–2005
- Володар Кубка Чехії (1):

«Спарта» (Прага): 2005–2006